# Pensamento econômico antigo
Na história do pensamento económico, o pensamento económico antigo refere-se às ideias de pessoas anteriores à Idade Média. A economia na era clássica é definida na análise moderna como um fator de ética e política, só se tornando objeto de estudo como disciplina separada durante o século XVIII.

## Antigo Oriente Próximo

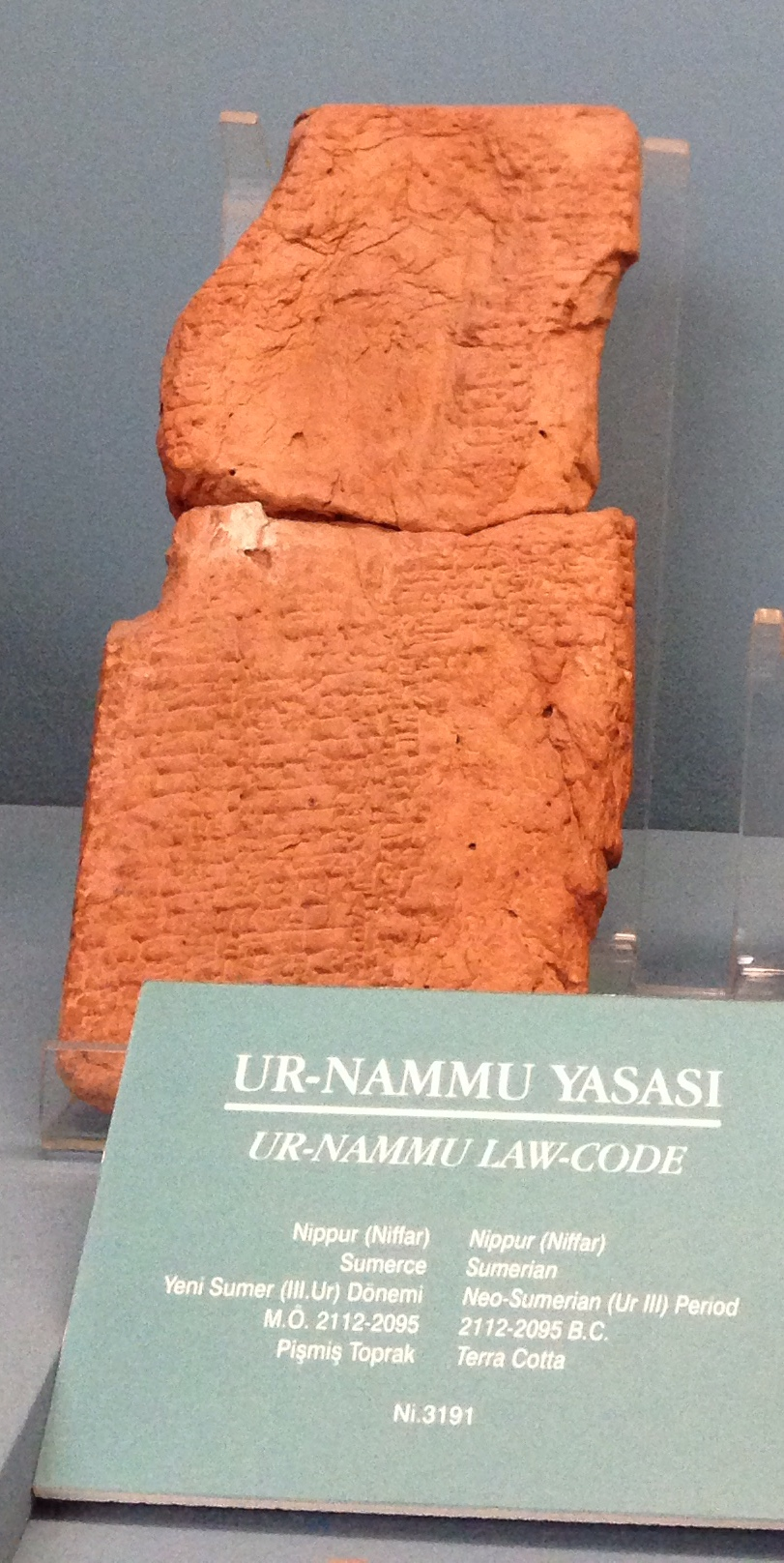
Código de Ur-Nammu, 2100-2050 AC

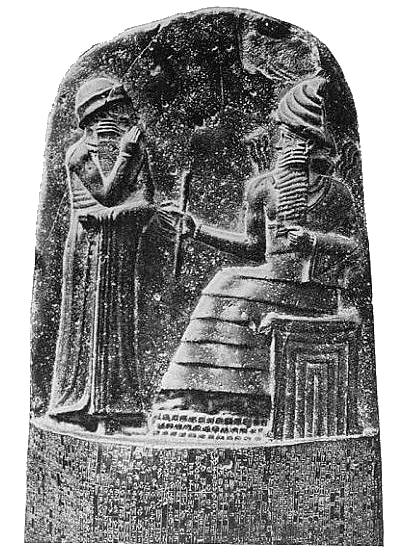
A parte superior da estela do código de leis de Hamurabi

A organização económica nas primeiras civilizações do crescente fértil foi impulsionada pela necessidade de cultivar culturas de forma eficiente nas bacias hidrográficas. Os vales do Eufrates e do Nilo abrigaram os primeiros exemplos de medidas codificadas escritas na base 60 e frações egípcias. Guardiões egípcios de celeiros reais e proprietários de terras egípcios ausentes são relatados nos papiros Heqanakht. Os historiadores deste período observam que a principal ferramenta de contabilidade das sociedades agrárias, as escalas utilizadas para medir o inventário de grãos, refletia duplos significados simbólicos religiosos e éticos.
As tabuinhas de Erlenmeyer dão uma imagem da produção suméria no Vale do Eufrates por volta de 2.200-2.100 aC, e mostram uma compreensão da relação entre grãos e insumos de trabalho (valorizados em "dias de trabalho feminino") e resultados e uma ênfase na eficiência. Os egípcios mediam a produção de trabalho em dias-homem. O desenvolvimento de uma administração económica sofisticada continuou nos vales do Eufrates e do Nilo durante o Império Babilónico e os Impérios Egípcios, quando as unidades comerciais se espalharam pelo Oriente Próximo dentro dos sistemas monetários. A fração egípcia e as unidades monetárias de base 60 foram estendidas em uso e diversidade à cultura grega, à cultura islâmica primitiva e às culturas medievais. Em 1202, o uso do zero e dos numerais védico-islâmicos por Fibonacci motivou os europeus a aplicar o zero como expoente, dando origem aos decimais modernos 350 anos depois.
As cidades-estado da Suméria desenvolveram uma economia comercial e de mercado baseada originalmente no dinheiro-mercadoria do Shekel, que era uma certa medida de peso da cevada, enquanto os babilônios e suas cidades-estado vizinhas desenvolveram mais tarde o primeiro sistema de economia usando uma métrica de diversas mercadorias, que foi fixado em um código legal. Os primeiros códigos legais da Suméria poderiam ser considerados a primeira fórmula econômica (escrita) e tinham muitos atributos ainda em uso no sistema de preços atual: quantias codificadas de dinheiro para negócios (taxas de juros), multas em dinheiro por 'irregularidades' , regras de herança, leis sobre como a propriedade privada deve ser tributada ou dividida, etc. Para um resumo das leis, consulte a lei babilônica.
Coleções anteriores de leis (escritas), pouco antes de Hamurabi, que também poderiam ser consideradas regras e regulamentos quanto ao direito econômico para suas cidades, incluem o códice de Ur-Nammu, rei de Ur (c. 2050 aC), as leis de Eshnunna (c. 1930 AC) e o código de Lipit-Ishtar de Isin (c. 1870 AC).

## Antigo Mundo Greco-Romano
Alguns estudiosos afirmam que o pensamento económico é semelhante ao entendimento moderno ocorrido durante o século XVIII ou o Iluminismo, uma vez que o pensamento económico inicial se baseava em princípios metafísicos que são incomensuráveis com as teorias económicas dominantes contemporâneas, como a economia neoclássica. Vários pensadores gregos e romanos antigos fizeram várias observações económicas, especialmente Aristóteles e Xenofonte. Muitos outros escritos gregos mostram compreensão de conceitos económicos sofisticados. Por exemplo, uma forma da Lei de Gresham é apresentada nas Rãs de Aristófanes, e além da aplicação de Platão de avanços matemáticos sofisticados influenciados pelos pitagóricos está sua apreciação da moeda fiduciária em suas Leis (742a-b) e no diálogo pseudo-platônico, Eryxias. Brison de Heraclea foi um neoplatônico citado como tendo influenciado fortemente os primeiros estudos econômicos muçulmanos. 

### Hesíodo
... Através do trabalho os homens enriquecem em rebanhos e bens...— Hesíodo
Na opinião da Escola Austríaca de Economia, o primeiro economista é considerado Hesíodo, pelo facto de ter escrito sobre o tema fundamental da escassez de recursos, em Obras e Dias. A sua contribuição para o pensamento económico reside, pelo menos, na sua relevância para a prática da actividade económica no depósito e empréstimo de cereais, visto que os seus escritos são "... o principal recurso para detalhes sobre a agricultura grega ..." e que de acordo com para Loudon (1825) deu “... orientações para todo o negócio da economia familiar no país”.

### Xenofonte

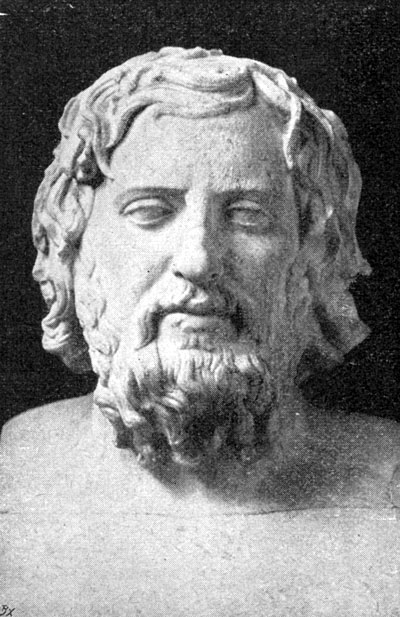
Xenofonte, historiador grego

A influência do pensamento babilônico e persa na economia administrativa grega está presente na obra do historiador grego Xenofonte. A discussão dos princípios econômicos está especialmente presente em seu "Oeconomicus, Cyropédia, Hierão e Poroi"   Hiero é uma obra menor que inclui a discussão de líderes que estimulam a produção privada e a tecnologia através de vários meios, incluindo reconhecimento público e prêmios. Ways and Means é um breve tratado sobre o desenvolvimento económico e mostrou uma compreensão da importância de tirar partido das economias de escala e defendeu leis que promovem os comerciantes estrangeiros. O Oeconomicus discute a administração de terras agrícolas. Na obra, o valor pessoal subjetivo dos bens é analisado e comparado com o valor de troca. Xenofonte usa o exemplo do cavalo, que pode não ter utilidade para quem não sabe manejá-lo, mas ainda assim tem valor de troca.
Embora isto amplie a ideia de valor baseado no uso individual para um conceito social mais geral de valor que surge através da troca, os estudiosos observam que esta não é uma teoria de valor de mercado. Na Ciropédia, Xenofonte apresenta o que, em retrospectiva, pode ser visto como a base para uma teoria de troca justa no mercado. Em uma anedota, o jovem Cyrus deve julgar a justiça de uma troca feita entre um garoto alto e um garoto baixo. O menino alto obriga a dupla a trocar as túnicas, pois a túnica do menino alto é muito curta, mais curta que a dos meninos baixos, que é alta demais para ele. Cyrus manda na feira de trocas porque resulta em uma combinação melhor para os dois meninos. Os mentores de Cyrus não ficaram satisfeitos com o fato de Cyrus basear sua decisão nos valores envolvidos, já que uma troca justa deve ser voluntária.
Mais adiante na biografia, Xenofonte discute o conceito de divisão do trabalho, referenciando cozinheiros especializados e trabalhadores de uma sapataria.  Os estudiosos notaram que as primeiras notas de Adam Smith sobre este conceito "parecem uma paráfrase da discussão de Xenofonte sobre o papel do carpinteiro como um" pau para toda obra "em cidades pequenas e como um especialista em grandes cidades. Marx atribui à Ciropédia a ideia que a divisão do trabalho se correlaciona com o tamanho de um mercado. Xenofonte também apresenta um exemplo de vantagem mútua da troca em uma história sobre Ciro coordenando uma troca de terras agrícolas excedentes dos armênios, que eram pastores, e terras de pastagem excedentes dos caldeus, que eram agricultores.

### Platão
Das obras de Platão as consideradas mais importantes para o estudo da economia são Nomoi, Politeia e Politikos (Backhaus).  Em sua obra Leis, Platão escreve sobre as três coisas tão importantes para uma pessoa com a mente que ele declarou como a mais importante, depois o corpo e, finalmente, a propriedade (Χρήματα). No Fédon, Platão faz a primeira distinção entre coisas que são consideradas necessárias e aquelas consideradas um luxo (Bonar).  Platão promoveu o exercício da temperança no que diz respeito à busca de riqueza material, de modo que, ao fortalecer a moderação, a pessoa preserva assim a ordem de sua psique. Em A República, ele dá conta da maneira pela qual um Estado deve ser formado com as competências (techne) de indivíduos que apoiam a sustentabilidade económica. .  No que diz respeito à identificação das competências, os escritos de Platão na República também tratam da especialização das competências como o conceito de divisão do trabalho.

### Aristóteles

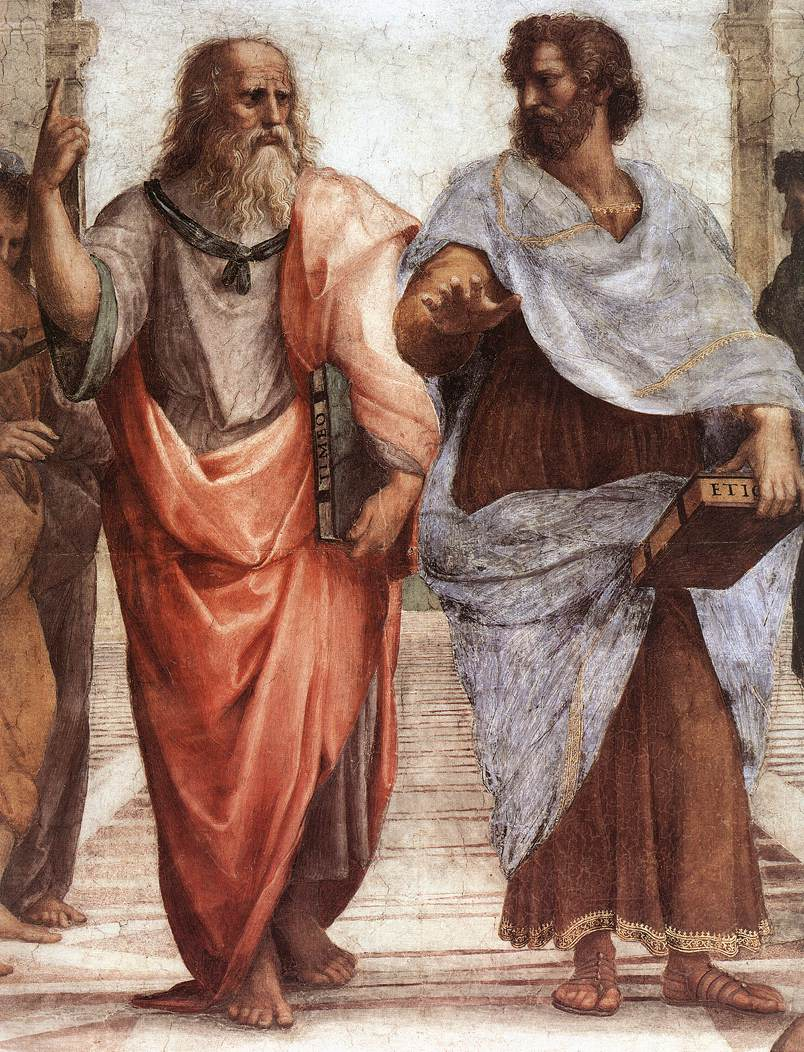
Platão (esquerda) e Aristóteles (direita), detalhe da Escola de Atenas, afresco de Rafael. Aristóteles está segurando uma cópia de sua Ética a Nicômaco

A Política de Aristóteles (ca. 350 aC) preocupou-se principalmente em analisar diferentes formas de estado (monarquia, aristocracia, governo constitucional, tirania, oligarquia, democracia) como uma crítica à defesa de Platão de uma classe dominante de reis-filósofos. Em particular para os economistas, Platão traçou um modelo de sociedade com base na propriedade comum dos recursos. Aristóteles via este modelo como um anátema oligárquico.  Em Política, Livro II, Parte V, ele argumentou que:
“A propriedade deveria ser, em certo sentido, comum, mas, como regra geral, privada; pois, quando todos tiverem um interesse distinto, os homens não reclamarão uns dos outros e farão mais progresso, porque cada um estará atendendo a seu próprio negócio... E além disso, há o maior prazer em prestar uma gentileza ou serviço a amigos, convidados ou companheiros, que só pode ser prestado quando um homem possui propriedade privada.Essas vantagens são perdidas pela unificação excessiva do Estado. " Aristóteles (350 aC) Política.
A alocação de recursos escassos era uma questão moral para Aristóteles. Ele também escreveu em Política (livro I), que o consumo era o objetivo da produção, e o excedente deveria ser destinado à criação dos filhos, e a saciedade pessoal deveria ser o limite natural do consumo. (Para Aristóteles, a questão era moral: na sua época a mortalidade infantil era elevada). Nas transações, Aristóteles usou os rótulos de “natural” e “não natural”. As transações naturais estavam relacionadas com a satisfação de necessidades e produziam riqueza limitada em quantidade pela finalidade a que serviam.  As transacções não naturais que visavam o ganho monetário e a riqueza que produziam eram potencialmente ilimitadas. Ele explicou que a riqueza não natural não tinha limites porque se tornou um fim em si mesma, em vez de um meio para outro fim – a satisfação de necessidades. Esta distinção é a base para a rejeição moral da usura por parte de Aristóteles. 

Mais tarde, no Livro VII, Capítulo 1 da Política, Aristóteles afirma: 
 Alguns interpretam isso como captura de um conceito de utilidade marginal decrescente, embora tenha havido um desacordo marcante sobre o desenvolvimento e o papel das considerações de utilidade marginal na teoria do valor de Aristóteles..  Certamente este livro formula uma hierarquia ordinal de valores, que apareceu mais tarde na contribuição de Maslow para a teoria da motivação. A Ética a Nicômaco de Aristóteles, particularmente o livro V.v, foi considerado o escrito analítico economicamente mais provocativo da Grécia antiga.  Nele, Aristóteles discute justiça na distribuição e troca. Ainda considerando as trocas isoladas e não os mercados, Aristóteles procurou discutir apenas os preços de troca entre indivíduos com diferentes valores subjetivos para seus bens. Aristóteles sugeriu três proporções diferentes para analisar transações distributivas, corretivas e recíprocas ou de troca: a aritmética, a geométrica e a harmônica. A proporção harmônica implica um forte compromisso com os valores subjetivos dos traders. O filósofo do século VI, Boécio, usou o exemplo de 16 como a média harmônica de 10 e 40. 16 é a mesma porcentagem maior que 10 e menor que 40 (60% de 10 é 6, enquanto 60% de 40 é 24). Assim, se dois negociadores têm preços subjetivos para um bem de 10 e 40, Aristóteles salienta que, em troca, é mais justo precificar o bem a 16, devido às diferenças proporcionais de igualdade entre o seu preço e o novo preço. Outra nuance nesta análise da troca é que Aristóteles também viu uma zona de excedente do consumidor ou vantagem mútua para ambos os consumidores que tinha de ser dividida. 

### Direito romano
As primeiras leis grega e judaica seguiam um princípio voluntarista de troca justa; uma parte só foi obrigada a um acordo após o ponto de venda. O direito romano desenvolveu o contrato reconhecendo que o planeamento e os compromissos ao longo do tempo são necessários para uma produção e comércio eficientes. O grande corpo jurídico foi unificado como Corpus Juris Civilis na década de 530 por Justiniano, que foi imperador do Império Romano do Oriente de 526-565.

## Índia antiga

### Cautilia
Cobrança de impostos e frutas maduras': Assim como alguém colhe uma fruta madura após a outra de um jardim, o mesmo deve acontecer com o rei de seu reino. Por medo da sua própria destruição, ele deve evitar os verdes, que dão origem a revoltas."

—Abastecendo o Tesouro,  Artaxastra  5.2.70
Cautília (c. 350–275 a.C.) considerou questões econômicas. Ele foi professor de ciência política na Universidade de Taxaxila, na Índia antiga, e mais tarde primeiro-ministro do imperador Chandragupta Máuria. Ele escreveu o Artaxastra ("Ciência do Ganho Material" ou "Ciência da Economia Política" em sânscrito). Muitos dos tópicos discutidos no Artaxastra ainda prevalecem na economia moderna, incluindo as suas discussões sobre a gestão de uma economia eficiente e sólida e a ética da economia. Cautília também se concentra em questões de bem-estar (por exemplo, redistribuição de riqueza durante uma fome) e na ética coletiva que mantém uma sociedade unida. O Artaxastra discute uma economia mista, onde a empresa privada e a empresa estatal frequentemente competiam lado a lado, na agricultura, pecuária, produção florestal, mineração, manufatura e comércio. No entanto, os estatutos e funcionários reais regulamentavam as actividades económicas privadas, algumas actividades económicas eram monopólio do Estado e um superintendente supervisionava que tanto as empresas privadas como as estatais seguissem os mesmos regulamentos. As empresas privadas foram tributadas. As minas eram propriedade do Estado, mas alugadas a particulares para operações, conforme capítulo 2.12 do texto. O Arthashastra afirma que a proteção do consumidor deve ser uma prioridade importante para os funcionários do reino.

A necessidade de lei, economia e governo: A raiz da felicidade é Dharma (ética, retidão), a raiz do Dharma é Artha (economia, política), a raiz de Artha é a governança correta, a raiz da governação correcta é a contenção interior vitoriosa, a raiz da contenção interior vitoriosa é a humildade, a raiz da humildade é servir os idosos."

— Kautilya, Chanakya Sutra 1-6 (Seven Social Sins: The Contemporary Relevance)
O escopo do Arthaśāstra é, no entanto, muito mais amplo do que a política e oferece um esboço de todo um código civil e criminal e uma estrutura burocrática para a administração de um reino, com uma riqueza de detalhes culturais descritivos sobre tópicos como mineralogia, mineração e metais, agricultura, pecuária e medicina. O Arthaśāstra também se concentra em questões de bem-estar (por exemplo, redistribuição de riqueza durante uma fome) e na ética coletiva que mantém uma sociedade unida. Discute a ética da economia e os deveres e obrigações de um rei. Chanakya diz que artha (economias sólidas) é a qualidade e disciplina mais importante exigida para um Rajarshi, e que dharma e kama dependem disso. Segundo Chanakya, é necessária uma atmosfera propícia para que a economia do estado prospere. Isso exige que a lei e a ordem do estado sejam mantidas. Arthashastra especifica multas e punições para apoiar a aplicação estrita das leis (o Dandaniti). Roger Boesche chamou o Arthashastra de "um grande livro político do mundo antigo". 
Ele interpreta o texto do primeiro milénio a.C. como descrevendo um sistema semelhante ao da União Soviética e da China, onde o Estado se vê movido pelo bem comum, mas também opera uma extensa rede de espionagem e um sistema de vigilância.  Esta visão foi contestada por Thomas Trautmann, que afirma que um mercado livre e os direitos individuais, embora um sistema regulamentado, são propostos por Arthashastra. Boesche não é sumariamente crítico e acrescenta:
O Arthashastra de Kautilya retrata um estado de bem-estar social burocrático, na verdade uma espécie de monarquia socializada, na qual o governo central administra os detalhes da economia para o bem comum... Além disso, Kautilya oferece uma obra de gênio em questões de política externa e bem-estar. , incluindo princípios fundamentais das relações internacionais a partir de uma perspectiva realista e uma discussão sobre quando um exército deve usar violência cruel e quando é mais vantajoso ser humano.
Chanakya discute as leis económicas e sugere a existência de um sistema judicial para supervisionar e resolver disputas económicas, contratuais e relacionadas com o mercado.  O texto também fornece um sistema de recurso onde três dharmastha (juízes) consideram disputas contratuais entre duas partes e consideram crime a especulação e falsas alegações para enganar clientes. O texto, afirma Trautmann, antecipa assim as trocas de mercado e fornece um quadro para o seu funcionamento.

### Mahavira
A economia no Jainismo é influenciada pelo Mahavira e seus princípios e filosofias. Essas filosofias foram usadas para explicar a economia por trás disso. Ele foi o último dos 24 Tirthankars, que espalharam o Jainismo. No contexto da Economia explica a importância do conceito de 'anekanta' (não-absolutismo). Existem dois sistemas político-econômicos centrais da sociedade reconhecidos pelo Mahavira. Um é o comunismo e o outro, o capitalismo. O primeiro pretende ser mais socialista e o segundo capitalista. No entanto, o Mahavira não encontrou nenhuma diferença em ambos os sistemas porque ambos eram movidos pelo materialismo.

## China Antiga

### Fan Li
Fan Li (mais tarde Tao Zhu Gong) (517 aC -) empresário, político e estrategista chinês, escreveu sobre questões econômicas. Ele desenvolveu regras “de ouro” para fazer negócios. Além disso, ele discutiu os efeitos sazonais nos mercados e a estratégia de negócios, entre outras coisas.

### Confucianismo e legalismo

Qin Shi Huang, o primeiro imperador, que seguiu políticas legalistas

Na China antiga, os responsáveis académicos chineses debatiam frequentemente sobre o papel que o governo deveria ter na economia, como a criação de monopólios em indústrias lucrativas e a instituição de controlos de preços. As facções confucionistas tendiam a se opor aos extensos controles governamentais, enquanto as facções "reformistas" ou legalistas favoreciam a intervenção. A justificativa dos confucionistas para se oporem à intervenção governamental era que o governo não deveria "competir pelo lucro com o povo", pois tenderia a explorar a população sempre que estivesse envolvido em atividades mercantis. Um desses debates está registrado nos Discursos sobre Sal e Ferro, um debate sobre os monopólios de sal e ferro impostos pelo imperador Wu de Han para financiar guerras e expansionismo contra os Xiongnu. Embora o laissez faire confucionista tenha sido amplamente dominante ao longo da história da China, as políticas legalistas muitas vezes ganharam destaque em tempos de guerra ou com o patrocínio de governantes, como sob Qin Shi Huang, Sang Hongyang, Wang Mang e Wang Anshi, embora tenham sido abolidas logo depois.

### Wang Anshi
O chanceler Wang Anshi (1021–1086), um dos reformadores mais proeminentes da China, viveu durante a dinastia Song medieval (960–1279). Apoiando a reacção acalorada dos ministros conservadores no tribunal, a facção política de Wang Anshi do Grupo de Novas Políticas promulgou uma série de reformas centradas na reforma militar, na reforma burocrática e na reforma económica. As reformas económicas introduzidas incluíram empréstimos de baixo custo para os agricultores (que ele considerava a espinha dorsal da economia chinesa em termos de produção de bens e a maior fonte do imposto sobre a terra), substituindo o serviço de trabalho (corvéia) por um imposto, decretando monopólios governamentais em áreas cruciais. indústrias produtoras de chá, sal e vinho, introdução de uma milícia local para aliviar os gastos orçamentários com o exército permanente oficial de 1 milhão de soldados, e o estabelecimento de uma Comissão de Planejamento Financeiro composta em grande parte por políticos leais para que suas reformas pudessem ser aprovadas rapidamente com menos tempo para os conservadores se oporem no tribunal.  Reformadores e conservadores expulsariam uns aos outros do poder assim que tivessem o apoio do imperador.

## Mundo islâmico medieval
Até certo ponto, os primeiros muçulmanos basearam as suas análises económicas no Alcorão (como oposição à riba, interesse) e na suna, os ditos e feitos de Maomé.

### Primeiros pensadores muçulmanos
Algazali (1058–1111) classificou a economia como uma das ciências ligadas à religião, juntamente com a metafísica, a ética e a psicologia. Os autores notaram, no entanto, que esta ligação não fez com que o pensamento económico muçulmano inicial permanecesse estático. O filósofo persa Nasir al-Din al-Tusi (1201–1274) apresenta uma definição inicial de economia (o que ele chama de hekmat-e-madani, a ciência da vida urbana) no discurso três de sua Ética:

“o estudo das leis universais que regem o interesse público (bem-estar?) na medida em que são dirigidas, através da cooperação, para o ótimo (perfeição)."
Muitos estudiosos traçam a história do pensamento econômico através do mundo muçulmano, que viveu uma Idade de Ouro entre os séculos VIII e XIII e cuja filosofia deu continuidade ao trabalho dos pensadores gregos e helenísticos e veio a influenciar Tomás de Aquino quando a Europa "redescobriu" a filosofia grega através de Tradução árabe . Um tema comum entre esses estudiosos era o elogio à atividade econômica e até mesmo à acumulação de riqueza em interesse próprio.  Observe o filósofo persa Ibn Miskawayh (nascido em 1030).
“O credor deseja o bem-estar do devedor para receber seu dinheiro de volta, e não por causa de seu amor por ele. O devedor, por outro lado, não tem grande interesse no credor.”
Esta visão está em conflito com uma ideia que Joseph Schumpeter chamou de Grande Lacuna (Schumpeteriana), que vem de seu livro de 1954, História da Análise Econômica, alegando uma ruptura no pensamento econômico durante o período de 500 anos entre o declínio da civilização greco-romana. no século VIII e no XIII, obra de Tomás de Aquino (1225-1274). No entanto, em 1964, o "Pensamento Econômico do Islã: Ibn Khaldun" de Joseph J. Spengler apareceu na revista Estudos Comparativos em Sociedade e História e deu um grande passo para trazer o conhecimento dos estudiosos econômicos muçulmanos medievais para o Ocidente contemporâneo. A influência do pensamento grego e helenístico anterior no mundo muçulmano começou em grande parte com o califa abássida al-Ma'mun, que patrocinou a tradução de textos gregos para o árabe no século IX por cristãos sírios em Bagdá. Mas já nessa altura numerosos académicos muçulmanos tinham escrito sobre questões económicas, e os primeiros líderes muçulmanos tinham demonstrado tentativas sofisticadas de impor o financiamento fiscal e monetário, utilizar o financiamento do défice, utilizar impostos para encorajar a produção, utilizar instrumentos de crédito para a actividade bancária, incluindo poupanças rudimentares. e contas correntes e direito contratual.
Entre os primeiros pensadores económicos muçulmanos estava Abu Iúçufe (731-798), aluno do fundador da Escola Sunita Hanafita de pensamento islâmico, Abu Hanifa. Abu Iúçufe foi jurista-chefe do califa abássida Harune Arraxide, para quem escreveu o Livro da Tributação (Kitab al-Kharaj). Este livro delineou as ideias de Abu Iúçufe sobre tributação, finanças públicas e produção agrícola. Ele discutiu um imposto proporcional sobre a produção, em vez de impostos fixos sobre a propriedade, como sendo superior como incentivo para trazer mais terras para cultivo. Ele também defendeu políticas fiscais perdoadoras que favorecem o produtor e uma administração fiscal centralizada para reduzir a corrupção. Abu Iúçufe defendeu a utilização das receitas fiscais para infraestruturas socioeconómicas e incluiu a discussão de vários tipos de impostos, incluindo impostos sobre vendas, impostos sobre mortes e tarifas de importação. O poder da oferta e da procura também foi compreendido, até certo ponto, por vários dos primeiros estudiosos muçulmanos.  Ibne Taimia ilustra:
“Se o desejo pelos bens aumenta enquanto a sua disponibilidade diminui, o seu preço aumenta. Por outro lado, se a disponibilidade do bem aumenta e o desejo por ele diminui, o preço cai.” Algazali sugere uma versão inicial da inelasticidade dos preços da procura de certos bens, e ele e ibne Miscuai discutem preços de equilíbrio."
Outros importantes estudiosos muçulmanos que escreveram sobre economia incluem Almauardi (1075–1158) e ibne Taimia (1263–1328).

### Ibne Caldune

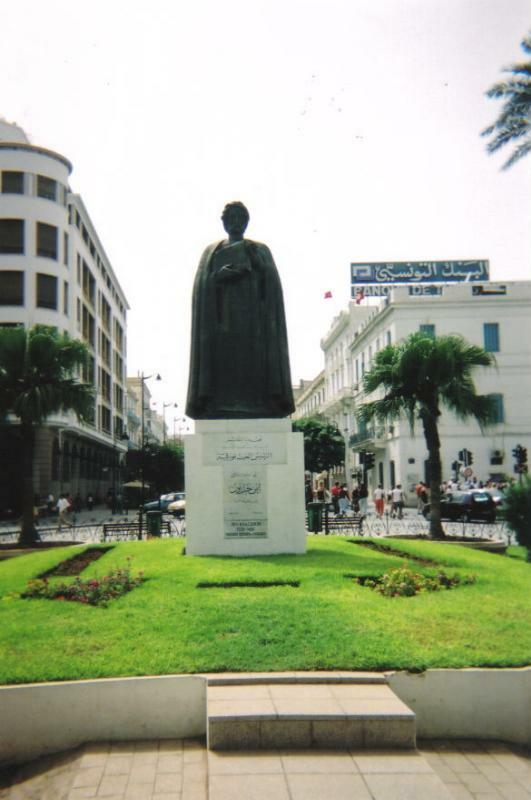
Estátua de bn Khaldun emTunis

Talvez o estudioso islâmico mais conhecido que escreveu sobre economia tenha sido ibne Caldune da Tunísia (1332-1406), considerado o pai da economia moderna. Ibne Caldune escreveu sobre teoria econômica e política na introdução, ou Muqaddimah (Prolegômenos), de sua História do Mundo (Kitab al-Ibar). No livro, ele discutiu o que chamou de assabia (coesão social), que ele considerou a causa de algumas civilizações se tornarem grandes e outras não. Ibne Caldune sentiu que muitas forças sociais são cíclicas, embora possam ocorrer reviravoltas repentinas que quebram o padrão. 
A sua ideia sobre os benefícios da divisão do trabalho também se relaciona com assabia, quanto maior for a coesão social, mais complexa poderá ser a divisão bem-sucedida e maior será o crescimento económico. Observou que o crescimento e o desenvolvimento estimulam positivamente tanto a oferta como a procura, e que as forças da oferta e da procura são as que determinam os preços dos bens. Ele também observou os efeitos das forças macroeconómicas do crescimento populacional, do desenvolvimento do capital humano e do desenvolvimento tecnológico no desenvolvimento. Na verdade, Ibne Caldune pensava que o crescimento populacional era directamente uma função da riqueza. 
Embora entendesse que o dinheiro servia como padrão de valor, meio de troca e preservador de valor, ele não percebeu que o valor do ouro e da prata mudava com base nas forças da oferta e da procura. Ele também introduziu o conceito conhecido como Curva Khaldun-Laffer (a relação entre as taxas de impostos e as receitas fiscais aumenta à medida que as taxas de impostos aumentam por um tempo, mas depois os aumentos nas taxas de impostos começam a causar uma diminuição nas receitas fiscais à medida que os impostos também impõem um grande custo para os produtores da economia). 